# Chamyla arctomys
Chamyla arctomys là một loài bướm đêm trong họ Noctuidae.